# ذئب في ثياب حمل

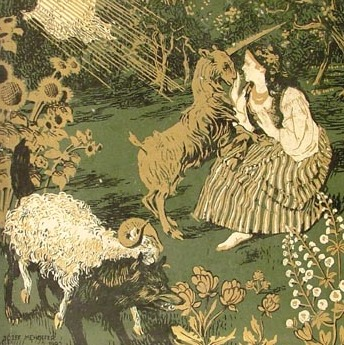
ذئب في ثياب حمل صغير

ذئب في ثياب حمل (بالإنجليزية: Wolf in sheep's clothing)‏ عبارة مجازية في الكتاب المقدس تصف المخادعين: «اِحْتَرِزُوا مِنَ الأَنْبِيَاءِ الْكَذَبَةِ الَّذِينَ يَأْتُونَكُمْ بِثِيَاب الْحُمْلاَنِ، وَلكِنَّهُمْ مِنْ دَاخِل ذِئَابٌ خَاطِفَةٌ!» (إنجيل متى، 7 : 15)